# The Earth Sings Mi Fa Mi
The Earth Sings Mi Fa Mi è il secondo studio album pubblicato dalla experimental rock band The Receiving End of Sirens. È il primo album della band con il chitarrista/tastierista Brian Southall, unitosi alla band dopo la dipartita del chitarrista/cantante Casey Crescenzo. L'album è stato prodotto da Matt Squire (Panic! at the Disco, Boys Like Girls, Hit the Lights). Le canzoni sono state scritte tra ottobre 2006 e gennaio 2007. L'album è arrivato al numero 130 della classifica Billboard 200, al numero 3 della classifica Top Heatseekers e al numero 15 della classifica Top Independent Albums. La canzone "Smoke and Mirrors" è stata pubblicata come singolo.

## Tracce
Musica scritta da The Receiving End of Sirens. Testi scritti da Brendan Brown.
1. "Swallow People Whole" - 5:44
2. "Oubliette (Disappear)" - 4:14
3. "The Crop and The Pest" - 4:49
4. "The Salesman, The Husband, The Lover" - 6:57
5. "Smoke and Mirrors" - 4:13
6. "A Realization Of The Ear" - 4:37
7. "Saturnus" - 3:48
8. "Wanderers" - 5:05
9. "Stay Small" - 3:35
10. "Music Of The Spheres" - 2:17
11. "The Heir Of Empty Breath" - 7:44
12. "Pale Blue Dot" - 7:22

### Tracce esclusive per iTunes
- "Weight/Wait" - 6:23
- "The Salesman, The Husband, The Lover" (acoustic) - 6:11

## Ispirazione per il Titolo dell'Album
Da absolutepunk.net:
"Il titolo, "La Terra Canta Mi Fa Mi", è tratto da un libro scritto da un astronomo del tardo XVI secolo, Johannes Kepler [Harmonices Mundi], che ha affascinato la band. La teoria di Kepler suggeriva che ognuno dei 9 pianeti del nostro sistema solare producesse dei toni durante la sua orbita attorno al Sole. Lungo la sua orbita Venere resterebbe ad una nota costante, considerata la sesta in relazione agli altri pianeti. La Terra, cambiando tonalità, andrebbe a creare un effetto per il quale le note si muoverebbero dalla sesta maggiore alla minore, avanti e indietro. Le sillabe che corrispondono alle note della Terra sarebbero quindi "Mi Fa Mi" {Do Re Mi Fa So La Si Do}. Kepler aveva quindi dedotto che il "Mi Fa Mi" della terra corrispondeva a Miseria, Carestia e Miseria (Misery, Famine, Misery). Questa era la canzone continuamente cantata dalla Terra e da Venere."

## Formazione
- Alex Bars - chitarra, voce, programmazione
- Andrew Cook - batteria, percussioni, programmazione
- Brendan Brown - basso, voce, programmazione, tastiere
- Brian Southall - chitarra, programmazione, tastiere
- Nate Patterson - chitarra, tastiere
- Heather Stebbins & Jessica Clough - archi